# Oricopis setipennis
Oricopis setipennis är en skalbaggsart som beskrevs av Lea 1917. Oricopis setipennis ingår i släktet Oricopis och familjen långhorningar. Inga underarter finns listade i Catalogue of Life.